# أبرشية مارلو العظيمة

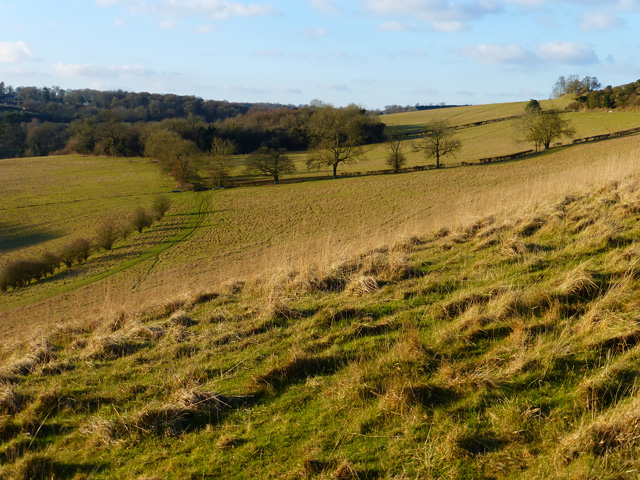
مرعى، غريت مارلو.

أبرشية مارلو العظيمة (بالإنجليزية: Great Marlow)‏ هي أبرشية مدنية داخل منطقة ويكومب في مقاطعة باكينجهامشير الإنجليزية، وتقع شمال مدينة مارلو وجنوب هاي ويكومب. تشمل الرعية قرى بوفينجدون جرين وبوروز جروف وتشيسبريدج كروس ومارلو كومون. قبل تشرين الثاني 2007، كانت المستوطنة الرئيسية في جريت مارلو هي مارلو بوتوم والتي أصبحت الآن أبرشية مدنية في حد ذاتها.
سُميت بهذا الاسم منذ العصر النورماندي.حيثُ كانت أبرشية جريت مارلو القديمة كبيرة، التي سميت لتمييزها عن ليتل مارلو، بما في ذلك بلدة مارلو والمناطق الريفية الواقعة شمالها وغربها. أصبحت الرعية القديمة رعية مدنية في القرن التاسع عشر، وفي عام 1896 تم تقسيمها: أصبحت المدينة منطقة جريت مارلو الحضرية (أعيدت تسميتها لاحقًا منطقة مارلو الحضرية)، تاركة المناطق الريفية في أبرشية جريت مارلو. في عام 1934، تم نقل لين إند، الواقع في أقصى شمال الرعية، من جريت مارلو إلى أبرشية فينجيست.
أبرشية جريت مارلو الكنسية، والتي تضم بلدة مارلو، متحدة الآن مع أبرشيات مارلو بوتوم، وليتل مارلو، وبيشام (في بيركشاير ).